# 온리 더 브레이브
《온리 더 브레이브》(영어: Only the Brave)는 2017년 개봉한 미국의 전기 드라마 영화이다. 조지프 코신스키가 감독을, 켄 놀런과 에릭 워렌 싱어가 각본을 맡았다. GQ의 기사 No Exit가 영화의 원작이자 2013년 6월에 발생한 야넬힐 산불에 맞서 싸웠던 프레스콧 소방서 소속 그래닛 마운틴 핫샷츠 대원들의 실화를 다룬 작품이다.

## 줄거리
2010년대에 미국 남서부 지역은 주로 장기 가뭄으로 인한 일련의 산불로 어려움을 겪었다. 애리조나주 프레스콧에서 소방감독관 에릭 마쉬와 소방서장 듀안 스타인브링크가 산불이 마을로 접근하자 이에 대응한다. 그들은 화재 진압을 담당할 전문 인력이 배정되지 않으면 화재를 진압하는 것이 무의미하다는 것을 알고 있었지만, 결국 마을 근처에도 가지 않고 불길은 꺼졌다.
그 후, 브렌던 맥도노라는 21세의 소외된 청년이 자유 계약 선수가 되어 약물 남용 문제를 해결하고 있다. 브렌던은 무개차량을 침입한 혐의로 체포된 뒤, 보석금으로 감옥에서 풀려난 뒤 어머니 집에서 쫓겨난다. 브렌던은 결국 에릭을 만난다. 에릭은 소외된 사람들을 찾아 미래의 산불에 맞서 싸울 수 있는 강력한 팀을 구성하여 혼란스러운 삶을 재건하고자 한다. 다소 어색한 면접 끝에 에릭은 브렌던을 새로 구성된 팀에 받아들이고, 그들의 훈련은 수개월 동안 진행된다. 처음에는 카운티 평가자가 반란을 일으킨 승무원을 비판하지만 에릭은 이를 무시하지만 승무원은 받아들여지고 새로운 정규직 핫샷 승무원으로 전환한다.
이 뛰어난 구조대원들은 다양한 산불과 싸우고, 특히 어떤 임무에서는 앨리게이터 주니퍼를 구하기도 했다. 어느 순간 브렌던은 야생 방울뱀에게 물려 병원에 입원하게 된다. 브렌던은 회복된 후 에릭에게 전 여자친구에게서 최근에 태어난 딸과 더 많은 시간을 보내고 싶다고 말한다. 하지만 에릭은 브렌던의 엉뚱한 과거 때문에 그를 마을 반대편의 다른 시립 노동부로 전근시킬 수 없다고 설명한다.
2013년 여름, 소방대원들은 평생의 도전인 야넬 힐 화재에 대비할 준비를 마쳤다. 에릭은 소방대장 제시 스티드에게 자신이 소방대장직을 사임하고 에릭이 물러나면 스티드가 소방대장직을 맡게 될 것이라고 알린다. 에릭과 브렌던이 화해하는 사이, 승무원들은 통제된 화재 진압을 시도하지만 헬리콥터가 실수로 물을 떨어뜨리고 앞에 있는 진짜 화재를 놓친다. 에릭은 브렌던에게 후퇴하여 더 높은 곳으로 가서 망을 보라고 지시하고, 나머지 승무원들은 화재를 진압하기 위해 중요한 결정을 내려야 한다. 탈출이 실패하자 승무원들은 방화대피소를 이용할 수밖에 없게 되고 불은 그들의 안전지대까지 도달하게 된다. 헬리콥터가 사고 현장에 도착했는데, 그곳에서는 19명의 급사팀 구성원이 전원 증발해 죽은 상태였다. 브렌던은 동료들이 죽었다는 소식을 듣고 큰 충격을 받지만, 언덕에서 망을 보던 그를 데려온 다른 뛰어난 대원들이 그를 구해준다.
브렌던은 대부분의 야넬 주민들이 피난처로 삼은 중학교로 옮겨졌지만, 그곳에서 그들은 핫샷 일당에 속해 있던 가족들이 쓰러졌다는 사실을 알게 된다. 브렌던은 밖으로 나가면서 심리적으로 폭발하고, 생존자로서 죄책감에 휩싸이지만, 에릭의 미망인인 농장주 아만다 마쉬의 도움으로 힘을 회복한다. 3년 후, 에릭은 딸과 함께 산불로부터 살아남은 나무를 다시 찾아가는데, 그곳에는 목숨을 잃은 소방대원들의 기념품이 쌓여 있다.

## 출연
그래닛 마운틴 핫샷츠
- 조시 브롤린 - 에릭 마시 역
- 마일스 텔러 - 브렌던 맥도너 역
- 테일러 키치 - 크리스 매켄지 역
- 제임스 배지 데일 - 제시 스티드 역
- 앨릭스 러셀 - 앤드루 애슈크래프트 역
- 제프 스털츠 - 트래비스 터비필 역
- 스콧 폭스 - 트래비스 카터 역
- 딜런 케닌 - 로버트 콜드웰 역
- 라이언 부시 - 더스틴 디포드 역
- 샘 퀸 - 그랜트 매키 역
- 케니 밀러 - 숀 미즈너 역
- 새드 러킨빌 - 스콧 노리스 역
- 벤 하디 - 웨이드 파커 역
- 니컬러스 젱크스 - 존 퍼신 주니어 역
- 제이크 피킹 - 앤서니 로즈 역
- 매슈 밴 웨터링 - 조 서스턴 역
- 라이언 제이슨 쿡 - 윌리엄 워니키 역
- 스콧 헤이즈 - 클레이턴 휘트드 역
- 마이클 맥널티 - 케빈 워젝 역
- 브랜던 번치 - 개린 저피거 역

그 외
- 제니퍼 코널리 - 어맨다 마시 역
- 제프 브리지스 - 두에인 스타인브링크 역
- 앤디 맥도웰 - 마블 스타인브링크 역
- 내털리 홀 - 내털리 존슨 역
- 레이철 싱어 - 맥도너의 어머니 역
- 브리트니 래틀리지 - 줄리앤 애슈프래프트 역
- 펠 제임스 - 클레어 콜드웰 역
- 제니 개브리엘 - 데자이어 스티드 역
- 바비 로버트슨 - 마시나 서스턴 역
- 제이드 캐머먼 - 스테퍼니 터비필 역